# Шовский, Леонид Васильевич
Леонид Васильевич Шовский — советский хозяйственный, государственный и политический деятель.

## Биография
Родился в 1919 году. Член КПСС.
В 1935 — слесарь паровозного депо станции Глубокая Юго-Восточной железной дороги.
В 1962—1963 — секретарь Туапсинского горкома КПСС
В 1965—1968 — заместитель начальника Главного управления вагонного хозяйства Министерства путей сообщения СССР.
В 1968—1983 — начальник Главного управления вагонного хозяйства Министерства путей сообщения СССР.
За создание и внедрение прогрессивных технологических процессов и высокоэффективного автоматизированного оборудования для поточного производства цельнокатанных ж/д колёс был в составе коллектива удостоен Государственной премии СССР в области науки и техники 1982 года
Умер в 2004 году в Москве.

## Награды
- Орден Трудового Красного Знамени (дважды)
- Орден Знак Почёта (трижды)